# Gold Bulletin
Das Gold Bulletin, abgekürzt Gold Bull., ist eine wissenschaftliche Fachzeitschrift, die vom Springer-Verlag veröffentlicht wird. Die erste Ausgabe erschien im Jahr 1968. Derzeit erscheint sie mit vier Ausgaben im Jahr. Es werden Arbeiten veröffentlicht, die sich mit der Anwendung und Technologie von Gold beschäftigen.
Der Impact Factor lag im Jahr 2014 bei 1,59. Nach der Statistik des ISI Web of Knowledge wird das Journal mit diesem Impact Factor in der Kategorie anorganische Chemie an 23. Stelle von 44 Zeitschriften, in der Kategorie multidisziplinäre Materialwissenschaft an 126. Stelle von 259 Zeitschriften und in der Kategorie physikalische Chemie an 93. Stelle von 139 Zeitschriften geführt.